# Чемпионат мира по лёгкой атлетике в помещении 2018 — прыжки в высоту (мужчины)
Соревнования в прыжке в высоту у мужчин на чемпионате мира по лёгкой атлетике в помещении 2018 года прошли 1 марта в британском Бирмингеме на арене «National Indoor Arena».
К соревнованиям на основании квалификационного норматива и рейтинга сезона были допущены 11 прыгунов, которые разыграли медали в финале, без проведения квалификации.
Действующим зимним чемпионом мира в прыжке в высоту являлся Джанмарко Тамбери из Италии.

## Медалисты
| Золото                          | Серебро                 | Бронза                   |
| Данил Лысенко Нейтральный атлет | Мутаз Эсса Баршим Катар | Матеуш Пшибылко Германия |

## Рекорды
До начала соревнований действующими были следующие рекорды в помещении.
| Мировой рекорд                 | Хавьер Сотомайор (Куба)   | 2,43 м | Будапешт, Венгрия | 4 марта 1989   |
| Рекорд чемпионатов мира        | Хавьер Сотомайор (Куба)   | 2,43 м | Будапешт, Венгрия | 4 марта 1989   |
| Лучший результат сезона в мире | Мутаз Эсса Баршим (Катар) | 2,38 м | Тегеран, Иран     | 1 февраля 2018 |

## Расписание
| Дата         | Время | Раунд соревнований |
| ------------ | ----- | ------------------ |
| 1 марта 2018 | 18:45 | Финал              |

Время местное (UTC±00:00)

## Результаты
Обозначения: WR — Мировой рекорд | AR — Рекорд континента | CR — Рекорд чемпионатов мира | NR — Национальный рекорд | WL — Лучший результат сезона в мире | PB — Личный рекорд | SB — Лучший результат в сезоне | DNS — Не вышел в сектор | NM — Без результата | DQ — Дисквалифицирован

Основные соревнования в прыжке в высоту у мужчин состоялись 1 марта 2018 года. Борьба за победу развернулась между лидером сезона и действующим чемпионом мира Мутазом Эсса Баршимом из Катара и россиянином Данилом Лысенко, выступавшим в качестве нейтрального атлета. Соперники брали все высоты вплоть до 2,33 м с первой попытки, после чего вдвоём остались в секторе, чтобы решить судьбу золотой медали. Планка на 2,36 м покорилась в третьей попытке только Лысенко. Для новоиспечённого чемпиона мира это была девятая победа подряд в зимнем сезоне 2018 года. Немец Матеуш Пшибылко выиграл бронзовую медаль, которая стала для него первым большим успехом в карьере.
| Место | Спортсмен           | Гражданство        | 2,20 | 2,25 | 2,29 | 2,33 | 2,36 | Результат | Примечания |
| ----- | ------------------- | ------------------ | ---- | ---- | ---- | ---- | ---- | --------- | ---------- |
| 1     | Данил Лысенко       | Нейтральные атлеты | o    | o    | o    | o    | xxo  | 2,36 м    |            |
| 2     | Мутаз Эсса Баршим   | Катар              | o    | o    | o    | o    | xxx  | 2,33 м    |            |
| 3     | Матеуш Пшибылко     | Германия           | xo   | xxo  | xo   | xxx  | z !  | 2,29 м    |            |
| 4     | Эрик Кинард         | США                | o    | o    | xxo  | xxx  | z !  | 2,29 м    |            |
| 5     | Сильвестер Беднарек | Польша             | xo   | o    | xxx  | z !  | z !  | 2,25 м    |            |
| 6     | Максим Недосеков    | Беларусь           | o    | xxx  | z !  | z !  | z !  | 2,20 м    |            |
| 6     | Дональд Томас       | Багамские Острова  | o    | xxx  | z !  | z !  | z !  | 2,20 м    |            |
| 6     | Ван Юй              | Китай              | o    | xxx  | z !  | z !  | z !  | 2,20 м    |            |
| 9     | Роберт Грабарз      | Великобритания     | xxo  | xxx  | z !  | z !  | z !  | 2,20 м    |            |
| 9     | Тихомир Иванов      | Болгария           | xxo  | xxx  | z !  | z !  | z !  | 2,20 м    |            |
| 9     | Джамал Уилсон       | Багамские Острова  | xxo  | xxx  | z !  | z !  | z !  | 2,20 м    |            |